# Зеевский, Януш
Януш Зеевский (пол. Janusz Ziejewski; 25 марта 1906 — 26 ноября 1973) — польский актёр театра, кино, радио и телевидения.

## Биография
Януш Зеевский родился в Варшаве. В 1927 году окончил Драматическое отделение у Варшавской консерватории. Дебютировал в театре в 1927 в Варшаве. Когда началась война он был призван в армию, попал в плен вермахта и по 1945 год был военнопленным в германском лагере для офицеров, где выступал в любительском театре. Актёр театров в Варшаве, Познани, Кракове и Катовице. Выступал в спектаклях «театра телевидения» в 1954—1973 годах и в радиопередачах. Умер в Варшаве, похоронен на кладбище Старые Повонзки.

## Избранная фильмография
- 1927 — Зов моря / Zew morza
- 1928 — Дикарка / Dzikuska
- 1931 — Соблазнённая / Uwiedziona
- 1933 — Под твоей защитой / Pod Twoją obronę
- 1936 — Барбара Радзивилл / Barbara Radziwiłłówna
- 1949 — За вами пойдут другие / Za wami pójdą inni
- 1950 — Непокорённый город / Miasto nieujarzmione
- 1952 — Первые дни / Pierwsze dni
- 1953 — Целлюлоза / Celuloza
- 1953 — Приключение на Мариенштате / Przygoda na Mariensztacie
- 1954 — Пятеро с улицы Барской / Piątka z ulicy Barskiej
- 1954 — Автобус отходит в 6.20 / Autobus odjeżdża 6:20
- 1954 — Карьера / Kariera
- 1958 — Восьмой день недели / Ósmy dzień tygodnia
- 1960 — Крестоносцы / Krzyżacy — Зындрам из Машковиц
- 1962 — Дом без окон / Dom bez okien
- 1962 — Семья Милцареков / Rodzina Milcarków
- 1964 — Встреча со шпионом / Spotkanie ze szpiegiem
- 1965 — Один в городе / Sam pośród miasta
- 1965 — Выстрел / Wystrzał
- 1966 — Домашняя война / Wojna domowa (только в 13-й серии)
- 1967 — Ставка больше, чем жизнь / Stawka większa niż życie (только в 1-й серии) — германский полковник на линии фронта
- 1968 — Графиня Коссель / Hrabina Cosel
- 1969 — Приключения канонира Доласа, или Как я развязал Вторую мировую войну / Jak rozpętałem drugą wojnę światową
- 1975 — Ночи и дни / Noce i dnie